# René Muñoz
René Muñoz (Havana, 19 de fevereiro de 1938 — Cidade do México, 11 de maio de 2000) foi um ator e roteirista cubano-mexicano
Estudou na Espanha e na França e iniciou sua carreira de ator aos 23 anos de idade no filme espanhol Fray escoba, de (1961), no qual se fez famoso por interpretar a personagem São Martín de Porres.

## Biografia
Atuou em "Quinceañera" no ano de (1987) como Tino, também em "Rosa salvaje" em (1987) como Doutor, foi um dos grandes atores na versão de "Carrusel de las Américas" em (1992) como Alvaro, obteve grande destaque em "Marimar" (1994) como Padre Torres, e em "María la del Barrio em (1996) como Veracruz ao lado das grandes atrizes Carmen Salinas e Thalía.
Outra telenovela em que participou foi "La usurpadora" em  (1998) como Luis Felipe Benitez ('El Mojarras = o Moacyr') ao lado da magnifica atriz Sílvia Derbez (Isabel) e Sílvia Caos (Antônia) que também já faleceram, René esteve no elenco de "Rosalinda" (1999) como Abuelo Florentino Rosas e de "Abrazame muy fuerte no ano de (2000) como Regino. 
Todos estes trabalhos foram exibidos no Brasil, pelo SBT. René Muñoz ficou conhecido no Brasil por interpretar o padre Torres em Marimar, e o bondoso e carismático Veracruz em Maria do Bairro.
Ele faleceu em 11 de maio de 2000 aos 62 anos, vítima de câncer no esôfago e complicações nos rins e no pulmão.
René jamais formou matrimônio e nunca teve filhos. Seu último trabalho na televisão foi na telenovela "Abraça-Me Muito Forte", não se sabe se seu falecimento ocorreu antes ou depois das gravações do último capítulo da telenovela. Seu corpo foi cremado e suas cinzas foram espargidas sobre o rio Papaloapan no México, onde viveu grande parte de sua vida e se naturalizou cidadão mexicano.

## Carreira

### Como ator
Em telenovelas
- "Abraça-Me Muito Forte" (2000) .... Regino
- "Rosalinda" (1999) ....  Florentino Rosas
- "La usurpadora" (1998) .... Luis Felipe Benítez ('El Mojarras = o Moacyr')
- "Sigo Te Amando" (1997) .... Padre Murillo
- "Maria do Bairro" (1996)  .... Veracruz
- "Marimar" (1994) .... Padre Torres
- "Carrossel das Américas" (1992) .... Alvaro
- "Más allá del puente" (1994) .... Quijano
- "De Frente Pro Sol" (1992) .... Quijano
- "Quando Trata-se de Amor" (1990)  .... Chucho
- "Rubí rebelde" (1989) .... Padre Martín
- "Quinze Anos" (1987)  .... Tino
- "Rosa Selvagem" (1987) .... Médico
- "Monte Calvario" (1986)  .... Padre
- "Pobre juventud" (1986) .... Anselmo
- "Vivir un poco" (1985)
- "Principessa" (1984) .... El vidente
- "A Vingança" (1977) .... Mohamed
- "Los que ayudan a Dios" (1973) .... Dr. César Grajales
- "Un milagro de amor" (1968)

Em filmes
- The Bees (1978)
- Cuna de valientes (1972)
- El pocho (1970)
- Un mulato llamado Martín (1970) .... Fray Martín de Porres
- Los hijos que yo soñé (1965)
- Bienvenido, padre Murray (1964)
- Cristo negro (1963)
- Fray Escoba (1961).... Fray Martín de Porres

### Como roteirista
- "Abraça-Me Muito Forte" (2000)  Telenovela (adaptação)
- "Primeiro Amor... A Mil Por Hora" (2000)  Telenovela (história Quinceañera)
- "O Privilégio de Amar" (1998)  Telenovela (adaptação)
- "Maria Isabel" (1997)  Telenovela (versão TV)
- "Sigo Te Amando" (1997) Telenovela (versão livre)
- "Minha Querida Isabel" (1996)  Telenovela (versião livre)
- "Más allá del puente" (1994) Telenovela (história original)
- "De frente al sol" (1992) Telenovela (história original)
- "Minha Pequena Soledade" (1990)  Telenovela (adaptação)
- "Quinceañera" (1987)  Telenovela (história original)
- "Como duele callar" (1987)  Telenovela (história original)